# Neil Johnson
Neil A. Johnson (Jackson, 17 aprile 1943) è un ex cestista statunitense, professionista nella NBA e nella ABA.

## Carriera
Venne selezionato dai Baltimore Bullets al secondo giro del Draft NBA 1966 (15ª scelta assoluta).

## Palmarès
- ABA All-Star (1971)